# FC Barcelona
FC Barcelona (orig. katalonsko Futbol Club Barcelona), običajno imenovan tudi Barça, je španski profesionalni nogometni klub s sedežem v Barceloni, ki tekmuje v La Ligi, vrhu španskega nogometa.
Leta 1899 je bila ustanovljena skupina švicarskih, španskih, angleških in katalonskih nogometašev pod vodstvom Joan Gamperja, klub je postal simbol katalonske kulture in katalonizma, zato je moto "Més que un club" ("Več kot klub" ). Je četrta najvrednejša športna ekipa na svetu, vredna 4,06 milijarde dolarjev, in najbogatejši nogometni klub na svetu po prihodkih, z letnim prometom 840,8 milijona evrov. Uradna klubska himna je "Cant del Barça", ki sta jo napisala Jaume Picas in Josep Maria Espinàs. Barcelona tradicionalno igra v temnih odtenkih modrih in rdečih črt, kar vodi do vzdevka Blaugrana.
V Španiji je Barcelona osvojila rekordnih 74 pokalov: 26 La Lig, 30 Španskih pokalov, 13 Španskih superpokalov, 3 Pokale Eve Duarte, in 2 Pokala Copa de la Liga. Po svetu je klub osvojil 20 evropskih in svetovnih naslovov: 5 naslovov UEFA Lige prvakov, rekordnih 4 naslovov UEFA Winners Cup, skupni rekord 5-tih UEFA Super Cupov, rekordnih 3 naslovov Inter-Cities Fairs Cupov, in 3 FIFA klubskih svetovnih prvenstev. Barcelona se je uvrstila na prvo mesto na svetovni lestvici Mednarodne zveze nogometnih zgodovinskih in statističnih klubov leta 1997, 2009, 2011, 2012 in 2015 in trenutno zaseda drugo mesto na klubski lestvici UEFA. Klub ima dolgoročno rivalstvo z Real Madridom, tekme med moštvoma pa se imenujejo El Clásico.
Barcelona je ena izmed najbolj podprtih ekip na svetu, klub pa ima med športnimi ekipami eno izmed največ sledilcev na družbenih omrežjih. Igralci Barcelone so tudi prejeli največ Zlatih Žog (12), prejemniki pa so bili Lionel Messi (6), Johan Cruyff (2), Španski Luis Suarez (1), Hristo Stioichkov (1), Rivaldo (1) in Ronaldinho (1).
Barcelona je ena od treh začetnih članic La Lige, ki od začetka leta 1929, skupaj z Athletic Bilbaom in Real Madridom, niso nikoli izpadli iz tekmovanja.  Leta 2009 je Barcelona postala prvi španski klub, ki je trojčka, ki ga sestavljajo Liga, Pokal in UEFA Liga Prvakov in postal tudi prvi španski nogometni klub, ki je v enem letu osvojil šest od šestih tekmovanj, z zmago tudi v španski superpokalu , UEFI Super Pokalu, in FIFA Klubskemu Svetovnemu Prvenstvu. V letu 2011 je klub ponovno postal evropski prvak in osvojil pet od šestih možnih pokalov. To barcelonsko ekipo, ki je v samo 4 letih pod vodstvom Pepa Guardiole osvojila 14 pokalov, nekateri v športu štejejo za največje moštvo vseh časov. Z zmago Lige Prvakov v 2015 je Barcelona postala prvi evropski nogometni klub v zgodovini, ki je dvakrat dosegel trojčka. Leta 2020 se jim je z zmago v Ligi prvakov pridružil nemški FC Bayern. Barcelona je novembra 2018 postala prva športna ekipa s povprečno plačo prve ekipe, ki presega 10 milijonov funtov na leto.

### 10 najdražjih nakupov v zgodovini kluba
1. Ousmane Dembélé iz Borussije Dortmund – 148 mio. EUR
2. Philippe Coutinho iz Liverpoola – 143 mio. EUR
3. Antoine Griezmann iz Atletico Madrida - 127 mio. EUR
4. Neymar iz Santosa – 93 mio. EUR
5. Frenkie De Jong iz Ajaxa - 91 mio. EUR
6. Luis Suárez iz Liverpoola – 86 mio. EUR
7. Zlatan Ibrahimović iz Interja – 73 mio. EUR
8. Miralem Pjanić iz Juventusa - 63 mio. EUR
9. Ferran Torres iz Manchester Citya – 58 mio. EUR
10. Malcom iz Bordeauxa – 43 mio. EUR

### Rivalstvo
Pogosto je med najmočnejšimi ekipami v ligah pogosto močno rivalstvo, to pa še posebej velja v La Ligi, kjer je tekma med Barcelono in Real Madridom znana kot El Clásico. Od začetka lige sta bila klubi videti kot predstavnika dveh rivalskih regij v Španiji: Katalonija in Kastilija, pa tudi dveh mest. Rivalstvo odraža tisto , kar mnogi govorijo o političnih in kulturnih napetostih med Katalonci in Kastilčani, ki jih je en avtor videl kot ponovno uzakonitev španske državljanske vojne. Z leti je rekord v Real Madridu in Barceloni 98 zmag za Madrid, 96 zmag za Barcelono, 51 pa remijev. 

## Sedanjost
13. januarja 2020 je nekdanji trener Real Betisa Quique Setién zamenjal Ernesta Valverdeja kot trenerja Barcelone, po porazu na tekmi proti  Atléticu iz Madrida v španskem superpokalu. Barcelona je vodila ligo, ko je izbruh koronavirusa ustavil svet, vendar so njihov naslov zapravili in 16. julija je bil Real Madrid okronan za španskega prvaka. Po porazu za naslov lige je bilo še vedno upanje za Katalonce v Ligi prvakov, saj so v drugem krogu šestnajstega kroga premagali Napoli s 3:1, to pa je pomenilo, da bodo igrali proti kasnejšemu prvaku FC Bayernu, ki so pa premagali Chelsea. Vendar pa je Barça utrpela, kar so tako opisali navijači kot »absolutno ponižanje« proti nemški strani, izgubila je z 2–8 v enonogi kravati in doživela enega izmed najhujših porazov v zgodovini. Rezultat je pomenil, da Barça ni uspela petič zapored priti v finale Lige prvakov, ko je enkrat dosegla četrtfinale in se štirikrat izločila v četrtfinalni fazi. 17. avgusta je klub potrdil, da je bil Quique Setién odpuščen s položaja trenerja, z športnim direktorjem Ericom Abidalom, ki je bil tudi razreščen s položaja. Dva dni kasneje je bil Ronald Koeman imenovan za novega glavnega trenerja Barcelone. Josep Maria Bartomeu je 27. oktobra 2020 odstopil z mesta predsednika kluba, prav tako pa vsi direktorji. 7.marca 2021 so potekale volitve za novega predsednika, na katerih je zmagal Joan Laporta, (stari predsednik), Laporta je zamenjal Carles Tusquets, ki je v tem času zamenjal starega predsednika Josepa Maria Bartomeu, ki je oktobra 2020 odstopil, kasneje pa bil marca 2021 tudi aretiran. Po porazu proti Rayo Vallecanu se je vodstvo kluba odločilo da odstavi dosedanjega trenerja Ronalda Koemana. Začasno ga je zamenjal glavni trener FC Barcelone B, Sergi Barjuan. 6 Novembra je klub imenoval Xavija za novega trenerja, s pogodbo do leta 2024.  
8. decembra, je Barcelona prvič po 17 letih, izpadla iz Lige Prvakov, ker so končali tretji v skupini E v sezoni 2021–22.

### Trenutna ekipa
| Št. | Država      | Položaj | Igralec                                          |
| --- | ----------- | ------- | ------------------------------------------------ |
| 1   | Nemčija     | GK      | Marc-André ter Stegen                            |
| 2   | Portugalska | DF      | Joao Cancelo (na posoji iz Manchester City F.C.) |
| 3   | Španija     | DF      | Alejandro Baldé                                  |
| 4   | Urugvaj     | DF      | Ronald Araújo                                    |
| 5   | Španija     | DF      | Inigo Martinez                                   |
| 6   | Španija     | MF      | Gavi                                             |
| 7   | Španija     | FW      | Ferran Torres                                    |
| 8   | Španija     | MF      | Pedri                                            |
| 9   | Poljska     | FW      | Robert Lewandowski                               |
| 11  | Brazilija   | FW      | Raphinha                                         |
| 13  | Španija     | GK      | Iñaki Peña                                       |

| Št. |             | Položaj | Igralec                                   |
| --- | ----------- | ------- | ----------------------------------------- |
| 14  | Portugalska | FW      | Joao Félix (na posoji iz Atlético Madrid) |
| 15  | Danska      | DF      | Andreas Christensen                       |
| 17  | Španija     | DF      | Marcos Alonso                             |
| 18  | Španija     | MF      | Oriol Romeu                               |
| 19  | Brazilija   | FW      | Vitor Roque                               |
| 20  | Španija     | MF      | Sergi Roberto (kapetan)                   |
| 21  | Nizozemska  | MF      | Frenkie de Jong                           |
| 22  | Nemčija     | MF      | Ilkay Gündogan                            |
| 23  | Francija    | DF      | Jules Koundé                              |
| 27  | Španija     | FW      | Lamine Yamal                              |
| 32  | Španija     | MF      | Fermin Lopez                              |

### Ostali igralci s pogodbo
| Št. | Država | Položaj | Igralec |
| --- | ------ | ------- | ------- |

| Št. |  | Položaj | Igralec |
| --- |  | ------- | ------- |

### Posojeni igralci
| Št. | Država   | Položaj | Igralec                                                             |
| --- | -------- | ------- | ------------------------------------------------------------------- |
| 10  | Španija  | FW      | Ansu Fati (posojen v Brighton & Hove Albion F.C. do 30 junija 2024) |
| 24  | Španija  | DF      | Eric García (posojen v Girona FC do 30 junija 2024)                 |
|     | Francija | DF      | Clément Lenglet (posojen v Aston Villa do 30 junija 2024)           |